# Джон Діфенбейкер
Джон Джордж Ді́фенбейкер (англ. John George Diefenbaker; 18 вересня 1895, Ньюстадт, Онтаріо — 16 серпня 1979, Оттава, Онтаріо) — адвокат, у 1929 — призначений королівським радником. Лідер Консервативної партії Саскачевану (1936—1940), у 1940 — обраний депутатом Прогресивно-консервативної партії канадського Парламенту, з 1956 — її лідером. Прем'єр-міністр Канади (1957—1963); з 1969 — канцлер Саскачеванського університету.

## Політична кар'єра
1940 року Діфенбейкер був обраний до парламенту від Консерватививної партії Канади.
Він тричі був суперником керівництва партії на партійних з'їздах 1942, 1948, а в 1956 очолив її.
У 1957 році, коли консерватори перемогли на федеральних виборах і сформували уряд меншості, Діфенбайкер обійняв посаду прем'єр-міністра Канади. 1958 партія Діфенбейкера перемогла на федеральних виборах, і він сформував уряд більшості.
Під час правління своєї адміністрації, Діфенбейкер анулював «Проект Авро CF-105 Канада Ерров» (англ. Avro Canada CF-105 Arrow) і закупив військові літаки американського виробництва, що було суперечливим рішенням в історії Канади.
Серед вагомих досягнень Діфенбейкера на посаді голови уряду:
- Канадський білль про права (англ. Canadian Bill of Rights),
- Королівська рада охорони здоров'я (англ. the Royal Commission on Health Services)
- Закон про відродження і розвиток сільського господарства (англ. the Agricultural Rehabilitation and Development Act)
- Економічна рада Канади (англ. National Productivity Council (Economic Council of Canada))

1963 року Діфенбейкер програв федеральні вибори Лестеру Пірсону, представнику Ліберальної партії Канади.

У липні 1962 року VII Конґрес Українців Канади ухвалив нагородити медаллю Т.Шевченка прем'єр-міністра Канади Д.Діфенбейкера за сприяння при встановленні пам'ятника Т.Шевченку у Вінніпезі.  [Архівовано 29 червня 2016 у Wayback Machine.]

## По завершенні політичної кар'єри
Діфенбейкер пішов у відставку з посади лідера Консервативної партії Канади у 1967, але залишався членом парламенту до своєї смерті в 1979 році.
У 1969 року він став ректором Саскачеванського університету та обіймав цю посаду до смерті.